# Plagithmysus cuneatus
Plagithmysus cuneatus là một loài bọ cánh cứng trong họ Cerambycidae.